# Primeira Liga de 2022–23
A Primeira Liga de 2022–23 (também conhecida como Liga Portugal Bwin por motivos de patrocínio) foi a 89ª temporada da Primeira Liga, a principal liga profissional dos clubes de futebol da associação portuguesa e a segunda temporada sob o atual título da Liga Portugal. Esta foi a sexta temporada da Primeira Liga a usar o árbitro de vídeo (VAR).
Rio Ave, Casa Pia e Chaves juntaram-se como clubes promovidos da Liga Portugal 2 de 2021–22 substituindo o Moreirense, Tondela e Belenenses SAD, que foram rebaixados para a Liga Portugal 2 de 2022–23.

## Equipas

### Mudanças
Rio Ave (promovido após uma ausência de um ano), Casa Pia (promovido após uma ausência de 83 anos) e Chaves (promovido após uma ausência de três anos) foram promovidos da Liga Portugal 2 de 2021–22 (terminando em primeiro, segundo e terceiros lugares), substituindo Moreirense (rebaixado após oito anos), Tondela (rebaixado após sete anos) e Belenenses SAD (nunca rebaixado antes).
| Benfica Sporting Rio Ave Casa Pia Portimonense Famalicão Gil Vicente Paços de Ferreira Porto Boavista Arouca Braga Vitória Estoril Chaves VizelaLocalização das equipas da Primeira Liga de 2022–23 (Continente) | Santa ClaraLocalização das equipas da Primeira Liga de 2022–23 (Açores) MarítimoLocalização das equipas da Primeira Liga de 2022–23 (Madeira) |

| Equipa               | Cidade                 | Estádio                                        | Capacidade | Classificação em 2021–22 | Treinador           |
| -------------------- | ---------------------- | ---------------------------------------------- | ---------- | ------------------------ | ------------------- |
| SL Benfica           | Lisboa                 | Estádio da Luz                                 | 65.642     | 3º                       | Roger Schmidt       |
| Boavista             | Porto                  | Estádio do Bessa                               | 30.000     | 12º                      | Petit               |
| Casa Pia             | Lisboa                 | Estádio Nacional do Jamor                      | 37.593     | 2º na Segunda Liga       | Filipe Martins      |
| FC Arouca            | Alcabideche            | Estádio Municipal de Arouca                    | 5.000      | 15º                      | Armando Evangelista |
| SC Braga             | Braga                  | Municipal de Braga                             | 30.286     | 4º                       | Artur Jorge         |
| GD Estoril Praia     | Estoril                | António Coimbra da Mota                        | 5.172      | 9º                       | Bruno Baltazar      |
| Famalicão            | Vila Nova de Famalicão | Estádio Municipal de Famalicão                 | 5.307      | 8º                       | João Pedro Sousa    |
| Gil Vicente FC       | Barcelos               | Cidade de Barcelos                             | 12.046     | 5º                       | Daniel Sousa        |
| CS Marítimo          | Funchal                | Barreiros                                      | 10.600     | 10º                      | João Henriques      |
| GD Chaves            | Chaves                 | Estádio Municipal Eng.º Manuel Branco Teixeira | 8.452      | 3º na Segunda Liga       | Vítor Campelos      |
| Portimonense         | Portimão               | Estádio Municipal de Portimão                  | 6.000      | 13º                      | Paulo Sérgio        |
| FC Paços de Ferreira | Paços de Ferreira      | Estádio Capital do Móvel                       | 9.077      | 11º                      | Pepa                |
| FC Porto             | Porto                  | Estádio do Dragão                              | 50.033     | 1º                       | Sérgio Conceição    |
| Rio Ave FC           | Vila do Conde          | Estádio dos Arcos                              | 10.751     | 1º na Segunda Liga       | Luís Freire         |
| Sporting             | Lisboa                 | Estádio José Alvalade                          | 50.095     | 2º                       | Rúben Amorim        |
| Santa Clara          | Ponta Delgada          | Estádio de São Miguel                          | 13.277     | 7º                       | Mário Silva         |
| Vitória SC           | Guimarães              | Estádio D. Afonso Henriques                    | 30.146     | 6º                       | Moreno              |
| Vizela               | Vizela                 | Estádio do Futebol Clube de Vizela             | 6.000      | 14º                      | Tulipa              |

## Número de equipas por Associação de Futebol
| Associação de Futebol | Número de equipas | Equipas                                                     |
| --------------------- | ----------------- | ----------------------------------------------------------- |
| AF Braga              | 5                 | Braga, Famalicão, Gil Vicente, Vitória de Guimarães, Vizela |
| AF Lisboa             | 4                 | Benfica, Casa Pia, Estoril Praia, Sporting                  |
| AF Porto              | 4                 | Boavista, Porto, Paços de Ferreira, Rio Ave                 |
| AF Algarve            | 1                 | Portimonense                                                |
| AF Aveiro             | 1                 | Arouca                                                      |
| AF Madeira            | 1                 | Marítimo                                                    |
| AF Ponta Delgada      | 1                 | Santa Clara                                                 |
| AF Vila Real          | 1                 | Chaves                                                      |

## Tabela classificativa
| Pos | Equipe               | Pts | J  | V  | E  | D  | GP | GC | SG  | Classificação ou descenso                                          |
| --- | -------------------- | --- | -- | -- | -- | -- | -- | -- | --- | ------------------------------------------------------------------ |
| 1   | Benfica (C)          | 87  | 34 | 28 | 3  | 3  | 82 | 20 | +62 | Fase de grupos da Liga dos Campeões da UEFA de 2023–24             |
| 2   | Porto                | 85  | 34 | 27 | 4  | 3  | 73 | 22 | +51 | Fase de grupos da Liga dos Campeões da UEFA de 2023–24             |
| 3   | Braga                | 78  | 34 | 25 | 3  | 6  | 75 | 30 | +45 | Play-off da Liga dos Campeões da UEFA de 2023–24                   |
| 4   | Sporting             | 74  | 34 | 23 | 5  | 6  | 71 | 32 | +39 | Fase de grupos da Liga Europa da UEFA de 2023–24                   |
| 5   | Arouca               | 54  | 34 | 15 | 9  | 10 | 36 | 37 | −1  | 3.ª Pré-Eliminatória da Liga Conferência Europa da UEFA de 2023–24 |
| 6   | Vitória de Guimarães | 53  | 34 | 16 | 5  | 13 | 34 | 39 | −5  | 2.ª Pré-Eliminatória da Liga Conferência Europa da UEFA de 2023–24 |
| 7   | Chaves               | 46  | 34 | 12 | 10 | 12 | 35 | 40 | −5  |                                                                    |
| 8   | Famalicão            | 44  | 34 | 13 | 5  | 16 | 39 | 47 | −8  |                                                                    |
| 9   | Boavista             | 44  | 34 | 12 | 8  | 14 | 43 | 54 | −11 |                                                                    |
| 10  | Casa Pia             | 41  | 34 | 11 | 8  | 15 | 31 | 40 | −9  |                                                                    |
| 11  | Vizela               | 40  | 34 | 11 | 7  | 16 | 34 | 38 | −4  |                                                                    |
| 12  | Rio Ave              | 40  | 34 | 10 | 10 | 14 | 36 | 43 | −7  |                                                                    |
| 13  | Gil Vicente          | 37  | 34 | 10 | 7  | 17 | 32 | 41 | −9  |                                                                    |
| 14  | Estoril Praia        | 35  | 34 | 10 | 5  | 19 | 33 | 49 | −16 |                                                                    |
| 15  | Portimonense         | 34  | 34 | 10 | 4  | 20 | 25 | 48 | −23 |                                                                    |
| 16  | Marítimo             | 26  | 34 | 7  | 5  | 22 | 32 | 63 | −31 | Playoff de despromoção à Segunda Liga de 2023–24                   |
| 17  | Paços de Ferreira    | 23  | 34 | 6  | 5  | 23 | 26 | 62 | −36 | Despromoção à Segunda Liga de 2023–24                              |
| 18  | Santa Clara          | 22  | 34 | 5  | 7  | 22 | 26 | 58 | −32 | Despromoção à Segunda Liga de 2023–24                              |

1. 1 2  Vizela está à frente do Rio Ave no confronto direto: Rio Ave 0–1 Vizela, Vizela 3–1 Rio Ave

## Resultados
| Mandante \ Visitante | ARO | BEN | BOA | BRA | CAS | CHA | EST | FAM | GIL | MAR | PAC | PTM | POR | RAV | STA | SPO | VSC | VIZ |
| -------------------- | --- | --- | --- | --- | --- | --- | --- | --- | --- | --- | --- | --- | --- | --- | --- | --- | --- | --- |
| Arouca               | —   | 0–3 | 1–2 | 0–6 | 2–0 | 1–0 | 2–0 | 4–1 | 1–0 | 1–0 | 1–1 | 4–0 | 0–1 | 0–1 | 1–0 | 1–0 | 2–2 | 1–0 |
| Benfica              | 4–0 | —   | 3–1 | 1–0 | 3–0 | 5–0 | 1–0 | 2–0 | 3–1 | 5–0 | 3–2 | 1–0 | 1–2 | 4–2 | 3–0 | 2–2 | 5–1 | 2–1 |
| Boavista             | 0–0 | 0–3 | —   | 1–1 | 0–0 | 1–1 | 1–0 | 1–2 | 1–0 | 1–1 | 1–0 | 4–2 | 1–4 | 3–2 | 2–1 | 2–1 | 2–1 | 2–2 |
| Braga                | 2–0 | 3–0 | 1–0 | —   | 0–1 | 0–1 | 4–1 | 4–1 | 1–0 | 5–0 | 3–0 | 4–1 | 0–0 | 2–0 | 5–3 | 3–3 | 1–0 | 2–0 |
| Casa Pia             | 0–0 | 0–1 | 2–0 | 0–1 | —   | 1–2 | 2–2 | 1–0 | 1–3 | 2–0 | 2–1 | 1–1 | 0–0 | 1–0 | 2–1 | 3–4 | 0–0 | 0–1 |
| Chaves               | 1–1 | 1–0 | 1–4 | 1–2 | 1–0 | —   | 1–1 | 0–2 | 3–1 | 2–1 | 2–0 | 2–0 | 1–3 | 1–1 | 0–0 | 2–3 | 0–1 | 1–1 |
| Estoril Praia        | 2–0 | 1–5 | 2–1 | 0–2 | 2–0 | 0–2 | —   | 2–0 | 1–0 | 3–1 | 1–3 | 0–1 | 1–1 | 2–2 | 3–0 | 0–2 | 0–1 | 0–3 |
| Famalicão            | 0–1 | 0–1 | 4–0 | 0–3 | 1–0 | 1–2 | 1–0 | —   | 0–1 | 3–2 | 2–1 | 1–0 | 2–4 | 0–0 | 1–0 | 1–2 | 2–1 | 2–1 |
| Gil Vicente          | 1–1 | 0–2 | 3–1 | 0–1 | 1–0 | 0–0 | 0–1 | 0–0 | —   | 2–0 | 1–0 | 1–2 | 0–2 | 2–2 | 1–0 | 0–0 | 2–1 | 1–1 |
| Marítimo             | 1–1 | 0–3 | 4–2 | 1–2 | 1–2 | 1–2 | 1–0 | 0–0 | 1–2 | —   | 3–1 | 0–1 | 0–2 | 2–2 | 3–1 | 1–0 | 1–2 | 1–0 |
| Paços de Ferreira    | 1–1 | 0–2 | 1–3 | 1–2 | 2–3 | 1–1 | 0–3 | 1–3 | 2–1 | 0–1 | —   | 0–3 | 0–2 | 3–1 | 1–0 | 0–4 | 0–1 | 0–2 |
| Portimonense         | 0–2 | 1–5 | 0–1 | 1–2 | 1–2 | 1–0 | 1–1 | 1–0 | 1–0 | 2–1 | 1–0 | —   | 0–2 | 2–2 | 0–0 | 0–1 | 2–1 | 0–1 |
| Porto                | 5–1 | 0–1 | 1–0 | 4–1 | 2–1 | 3–0 | 3–2 | 4–1 | 1–2 | 5–1 | 4–0 | 1–0 | —   | 1–0 | 2–1 | 3–0 | 3–0 | 2–0 |
| Rio Ave              | 1–0 | 0–1 | 1–0 | 2–3 | 1–1 | 1–0 | 2–0 | 2–2 | 2–1 | 1–1 | 0–1 | 1–0 | 3–1 | —   | 1–0 | 0–1 | 0–1 | 0–1 |
| Santa Clara          | 1–2 | 0–3 | 2–2 | 0–4 | 0–0 | 1–1 | 2–1 | 1–3 | 3–2 | 2–1 | 1–1 | 1–0 | 1–1 | 0–2 | —   | 1–2 | 1–3 | 0–1 |
| Sporting             | 1–1 | 2–2 | 3–0 | 5–0 | 3–1 | 0–2 | 2–0 | 2–1 | 3–1 | 2–1 | 3–0 | 4–0 | 1–2 | 3–0 | 3–0 | —   | 3–0 | 2–1 |
| Vitória de Guimarães | 0–2 | 0–0 | 3–2 | 2–1 | 0–1 | 2–1 | 1–0 | 3–2 | 1–0 | 1–0 | 0–0 | 1–0 | 0–1 | 0–0 | 1–0 | 0–2 | —   | 3–0 |
| Vizela               | 0–1 | 0–2 | 1–1 | 0–4 | 3–1 | 0–0 | 0–1 | 0–0 | 2–2 | 3–0 | 1–2 | 1–0 | 0–1 | 3–1 | 0–1 | 1–2 | 3–0 | —   |

## Play-off manutenção/promoção
O  16º classificado, disputará um play-off com o  3º classificado da Segunda Liga de 2022–23 a 2 mãos para decidir a equipa a participar na Primeira Liga de 2023–24.

### Primeira mão
| 3 de junho de 2023 | Estrela da Amadora             | 2 – 1     | Marítimo          | Estádio José Gomes, Amadora                 |
| 20:00 (UTC+1)      | Regis Ndo 3' · Jean Felipe 80' | Relatório | Cláudio Winck 87' | Árbitro: POR Andre Filipe Domingues Narciso |

### Segunda mão
| 11 de junho de 2023 | Marítimo | 2 – 1     | Estrela da Amadora | Estádio do Marítimo, Funchal |
| 20:15 (UTC+1)       |          | Relatório |                    | Árbitro: POR João Pinheiro   |

|                                                                     |       | Penalidades                     |  |
| Cláudio Winck Diogo Mendes André Vidigal Jesús Ramírez Félix Correa | 2 – 3 | Jean Felipe Mansur Aloisio Vitó |  |

Estrela da Amadora venceu a eliminatória por 3(3)-(2)3.

## Campeão
| Campeonato de Portugal de Primeira Divisão 2022/2023 |
| ---------------------------------------------------- |
| Benfica 38º Título                                   |

## Estatísticas
- Atualizado até 27 de maio de 2023

### Artilharia
| Pos. | Jogador           | Clube       | Golos |
| ---- | ----------------- | ----------- | ----- |
| 1    | Mehdi Taremi      | Porto       | 22    |
| 2    | Gonçalo Ramos     | Benfica     | 19    |
| 3    | João Mário        | Benfica     | 17    |
| 4    | Fran Navarro      | Gil Vicente | 17    |
| 5    | Pedro Gonçalves   | Sporting    | 15    |
| 6    | Ricardo Horta     | Braga       | 14    |
| 7    | Yusupha Njie      | Boavista    | 13    |
| 8    | Simon Banza       | Braga       | 11    |
| 9    | Iuri Medeiros     | Braga       | 10    |
| 9    | Francisco Trincão | Sporting    | 10    |

### Assistentes
| Pos. | Jogador         | Clube     | Assists. |
| ---- | --------------- | --------- | -------- |
| 1    | Pedro Gonçalves | Sporting  | 11       |
| 2    | Álex Grimaldo   | Benfica   | 9        |
| 3    | David Neres     | Benfica   | 8        |
| 3    | Ricardo Horta   | Braga     | 8        |
| 5    | Ivo Rodrigues   | Famalicão | 7        |
| 5    | Otávio          | Porto     | 7        |
| 5    | João Mário      | Benfica   | 7        |
| 5    | Mehdi Taremi    | Porto     | 7        |
| 5    | Pepê            | Porto     | 7        |

### Clean sheets
| Pos. | Jogador                 | Clube                | Clean sheets |
| ---- | ----------------------- | -------------------- | ------------ |
| 1    | Odysseas Vlachodimos    | Benfica              | 21           |
| 2    | Matheus                 | Braga                | 16           |
| 2    | Diogo Costa             | Porto                | 16           |
| 4    | Ignacio de Arruabarrena | Arouca               | 14           |
| 5    | Bruno Varela            | Vitória de Guimarães | 13           |
| 5    | Antonio Adán            | Sporting             | 13           |
| 7    | Ricardo Batista         | Casa Pia             | 11           |
| 7    | Fabijan Buntić          | Vizela               | 11           |
| 9    | Jhonatan                | Rio Ave              | 10           |
| 9    | Luiz Júnior             | Famalicão            | 10           |

#### Hat-tricks
| Jogador           | Para     | Contra   | Resultado | Data                   |
| ----------------- | -------- | -------- | --------- | ---------------------- |
| Mehdi Taremi      | Porto    | Arouca   | 5–1 (C)   | 28 de dezembro de 2022 |
| Francisco Trincão | Sporting | Casa Pia | 4–3 (F)   | 9 de abril de 2023     |

#### Pokers
| Jogador      | Para  | Contra    | Resultado | Data               |
| ------------ | ----- | --------- | --------- | ------------------ |
| Mehdi Taremi | Porto | Famalicão | 4–2 (F)   | 20 de maio de 2023 |

Notas
(C) – Time mandante
(F) – Time visitante